# Siebenpunkt-Marienkäfer

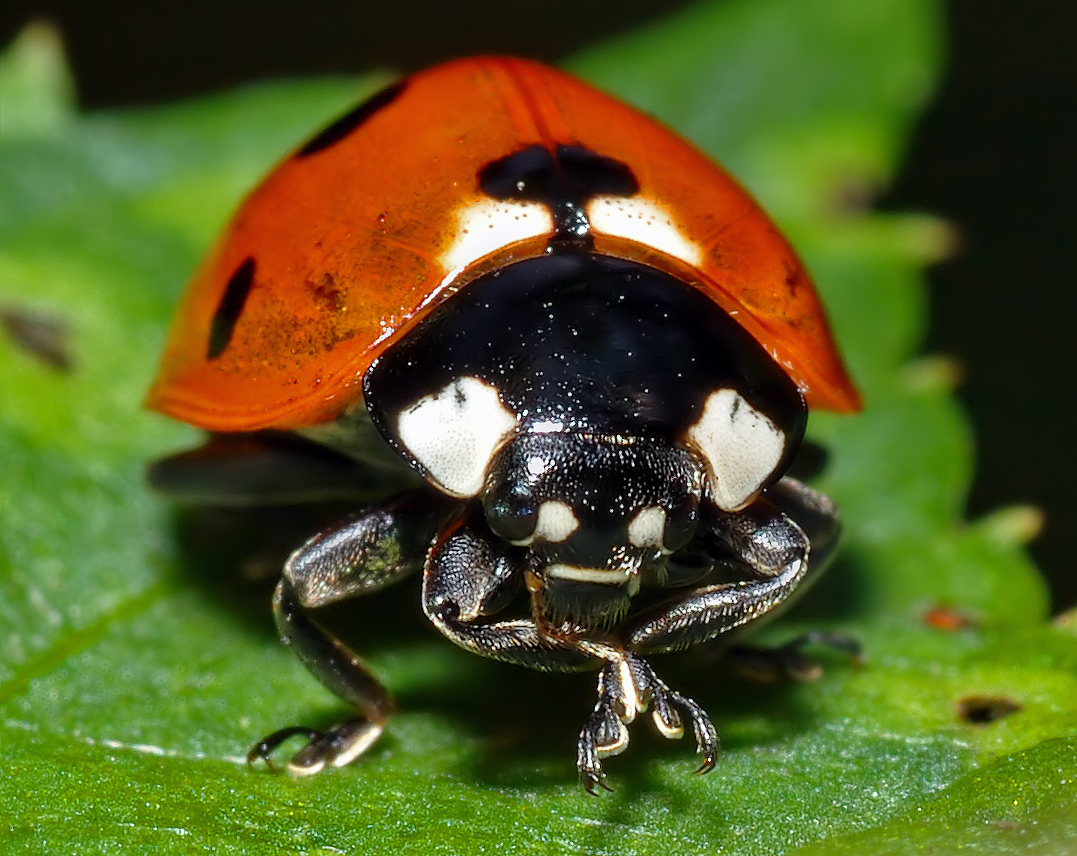
Detailaufnahme von vorn

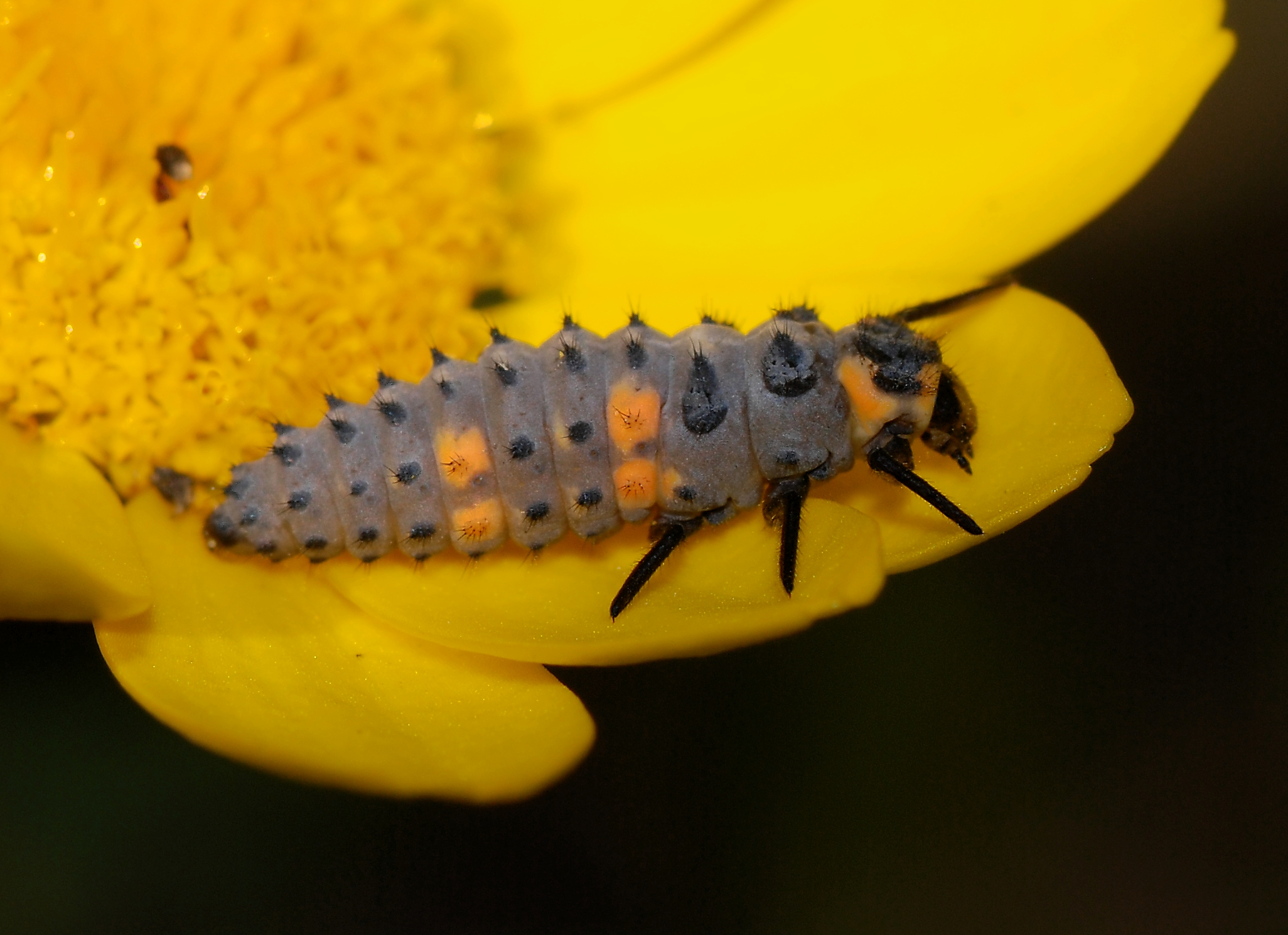
Larve des Siebenpunkts

Der Siebenpunkt-Marienkäfer oder Siebenpunkt (Coccinella septempunctata) ist die wohl bekannteste Art aus der Familie der Marienkäfer (Coccinellidae).

## Merkmale
Die Käfer werden 5,2 bis 8 Millimeter lang und haben einen leicht gestreckten, stark gewölbten und runden Körper. Die Deckflügel sind rot gefärbt und haben jeweils drei schwarze Punkte. Ein siebter schwarzer Punkt, nach vorne von zwei weißen, dreieckigen Flecken flankiert, findet sich auf dem Schildchen (Scutellum, auf dem oberen Bild mittig geteilt). Der Halsschild ist bis auf die weißen vorderen Ecken schwarz gefärbt. Diese erstrecken sich als schmaler Saum auch auf die Unterseite des Halsschildes. Auf dem schwarzen Kopf befinden sich an der Innenseite der schwarzen Facettenaugen zwei weiße Punkte.
Die Männchen unterscheiden sich äußerlich kaum von den Weibchen. Mit Hilfe eines Mikroskops sind die Männchen an einem Haarbüschel auf dem vorletzten Sternit zu erkennen.

## Vorkommen
Ursprünglich kam der Käfer nur im paläarktischen Gebiet vor (in Europa und Asien verbreitet sowie in Nordafrika). Inzwischen ist er in Nordamerika ebenso anzutreffen wie im Nahen Osten und in Indien. Siebenpunkt-Marienkäfer bewohnen sowohl offenes als auch bewaldetes Gelände, allerdings ist das Vorkommen von Blattläusen obligatorisch. Die Tiere sitzen meist auf Blättern in der Nähe von Blatt- oder Schildlaus-Kolonien, von denen sie sich ernähren. Man findet sie vom Frühjahr bis in den späten Herbst hinein.
Coccinella septempunctata und Adalia bipunctata sind die beiden häufigsten Marienkäferarten in Europa. Allerdings werden sie durch die invasive Art Harmonia axyridis seit deren Einschleppung in den 1980er-Jahren zunehmend verdrängt. Coccinella septempunctata verfügt wie andere europäische Marienkäferarten, doch im Gegensatz zu Harmonia axyridis, über keine Immunabwehr gegen die von dieser in der Hämolymphe beherbergten Mikrosporidien. Anders als etwa bei Adalia bipunctata haben sich jedoch die Bestände des Siebenpunkts stabilisiert. Laut einer Studie des Julius Kühn-Instituts in Kleinmachnow profitiert Coccinella septempunctata mehr als Harmonia axyridis von zunehmend wärmeren Sommern, wobei sie größere Mengen an gefressenen Blattläusen besser als letztere in Fettreserven umsetzen kann. Laut Angaben des Entomologen Werner Schulze vom Naturschutzbund Deutschland ist Coccinella septempunctata 2015 im Gegensatz zu Adalia bipunctata wieder häufiger in Deutschland zu finden.

## Lebensweise
Die Käfer überwintern in Kolonien aus recht vielen Tieren am Boden zwischen Moos, Gras oder Laub. Oft kommen sie dafür aber auch in Gebäude, wo sie wegen der trockenen und warmen Luft aber meistens sterben. Nach der Paarung legen die Weibchen etwa 400 ca. 1,3 Millimeter lange Eier auf Pflanzenteile, die von Blattläusen befallen sind. Dies sind vorzugsweise Blattunterseiten oder Spalten. Die bunt gezeichneten Larven haben eine ähnliche Lebensweise wie die Käfer. Sie ernähren sich von Blattläusen oder anderen Eiern des Geleges, die schon verlassen wurden. Insgesamt fressen sie während ihrer Entwicklung etwa 400 Blattläuse. Sie durchlaufen vier Entwicklungsstadien bis zur Geschlechtsreife. Die Dauer der Stadien hängt von der Außentemperatur ab. Die Larven überwintern nicht, sondern verpuppen sich bereits nach einigen Wochen. Die Puppen hängen in der Regel von Pflanzen herab und sind ebenfalls bunt gemustert. Die Gesamtentwicklungsdauer beträgt zwischen 30 und 60 Tagen, so dass es normalerweise zu zwei Generationen pro Jahr kommt. Die Lebenserwartung der Tiere beträgt etwa zwölf Monate.

## Siebenpunkt-Marienkäfer und Mensch
Der Siebenpunkt-Marienkäfer gilt als freundlicher Käfer und als Glückssymbol, was allgemein auf die Beziehung zu „Marienkäfer und der Mensch“ übertragen wird. Die Siebenpunkt-Marienkäfer werden von den Gärtnern als Nützlinge angesehen, weil sie große Mengen an Blattläusen vertilgen. Sie gehören zu den ersten Tieren, die in der biologischen Schädlingsbekämpfung eingesetzt wurden.

## Sonstiges
Der Siebenpunkt-Marienkäfer wurde 2006 zum Insekt des Jahres in Deutschland und in Österreich erklärt.

## Medien

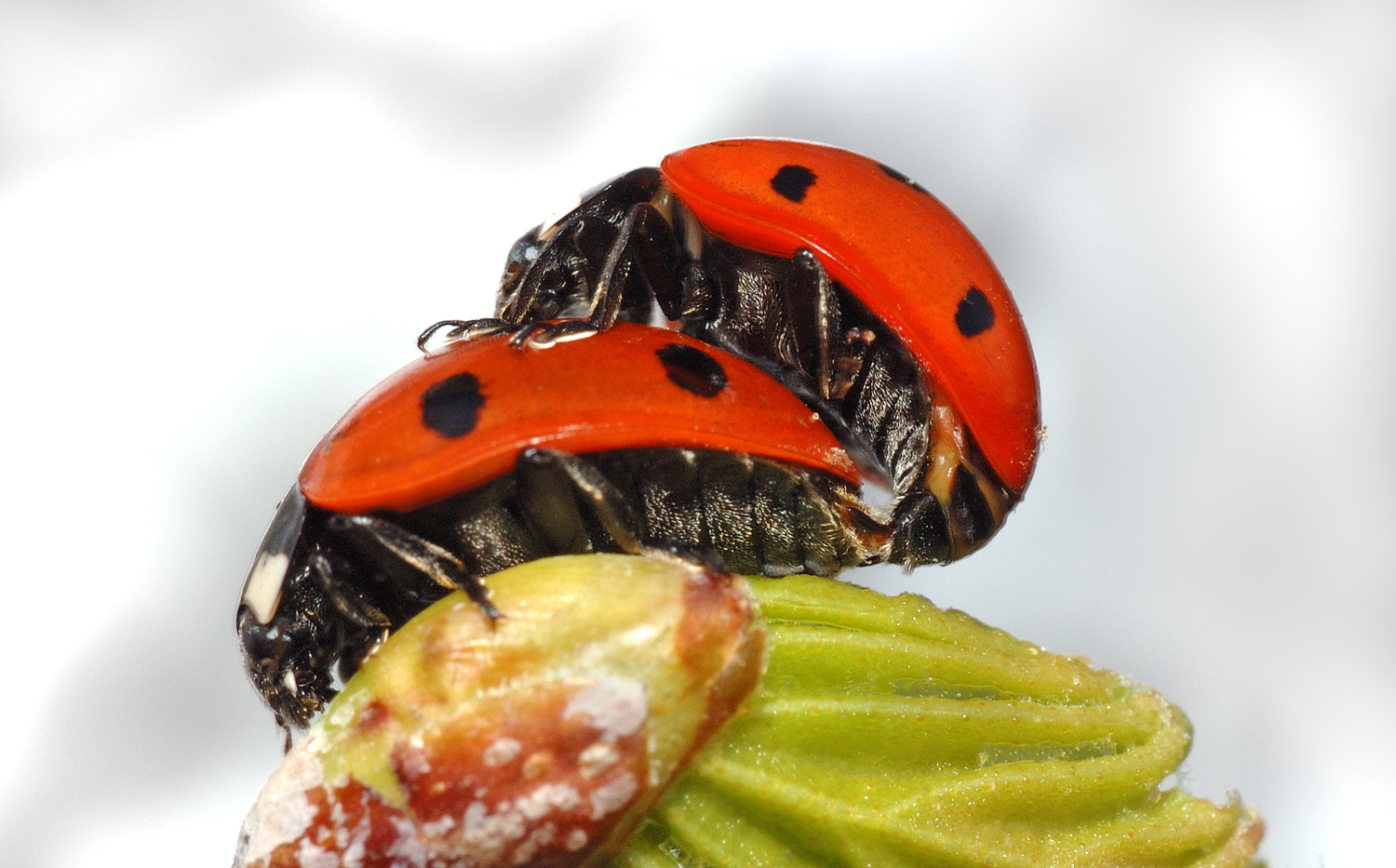
Paarung
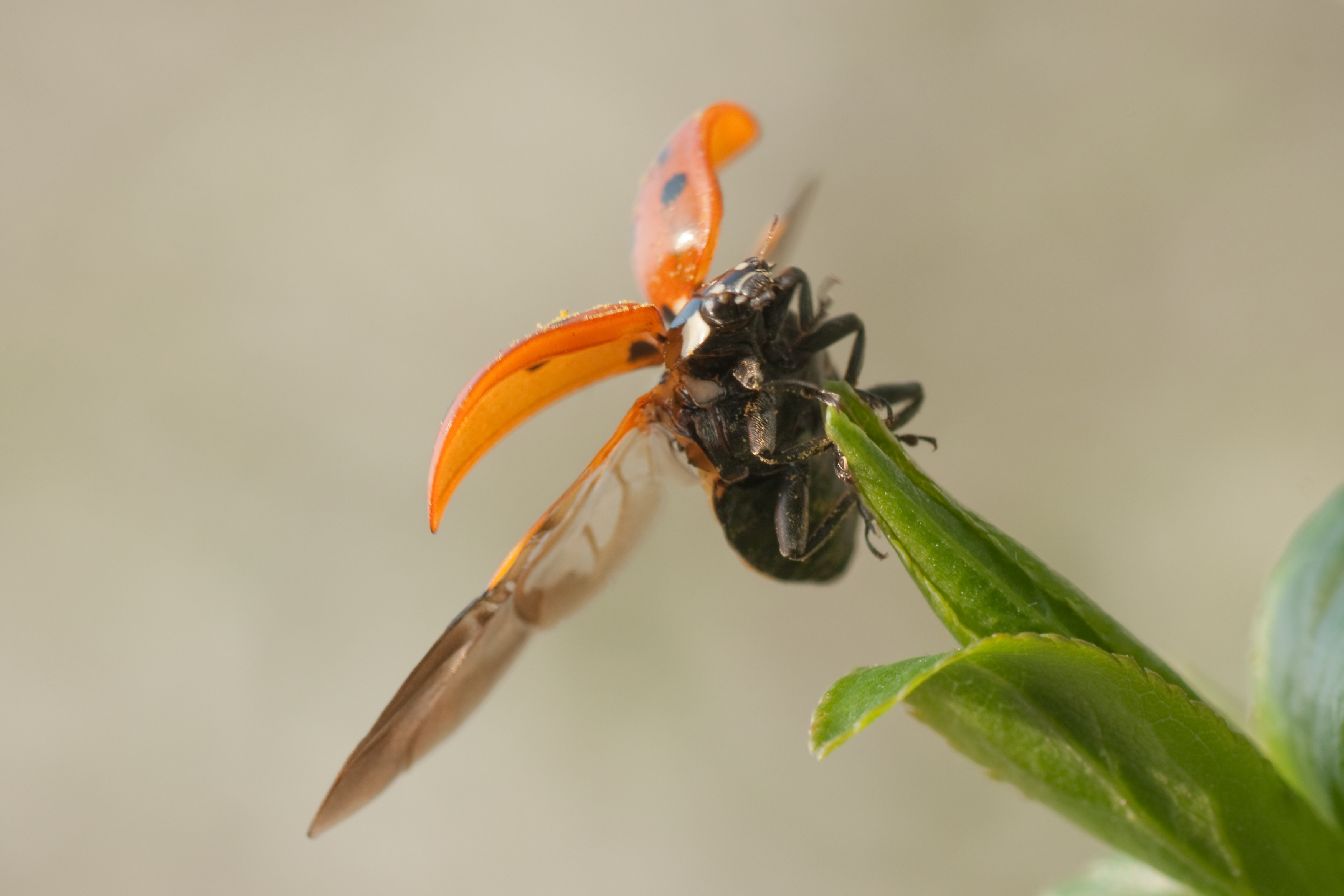
Beim Abheben von einer Pflanze
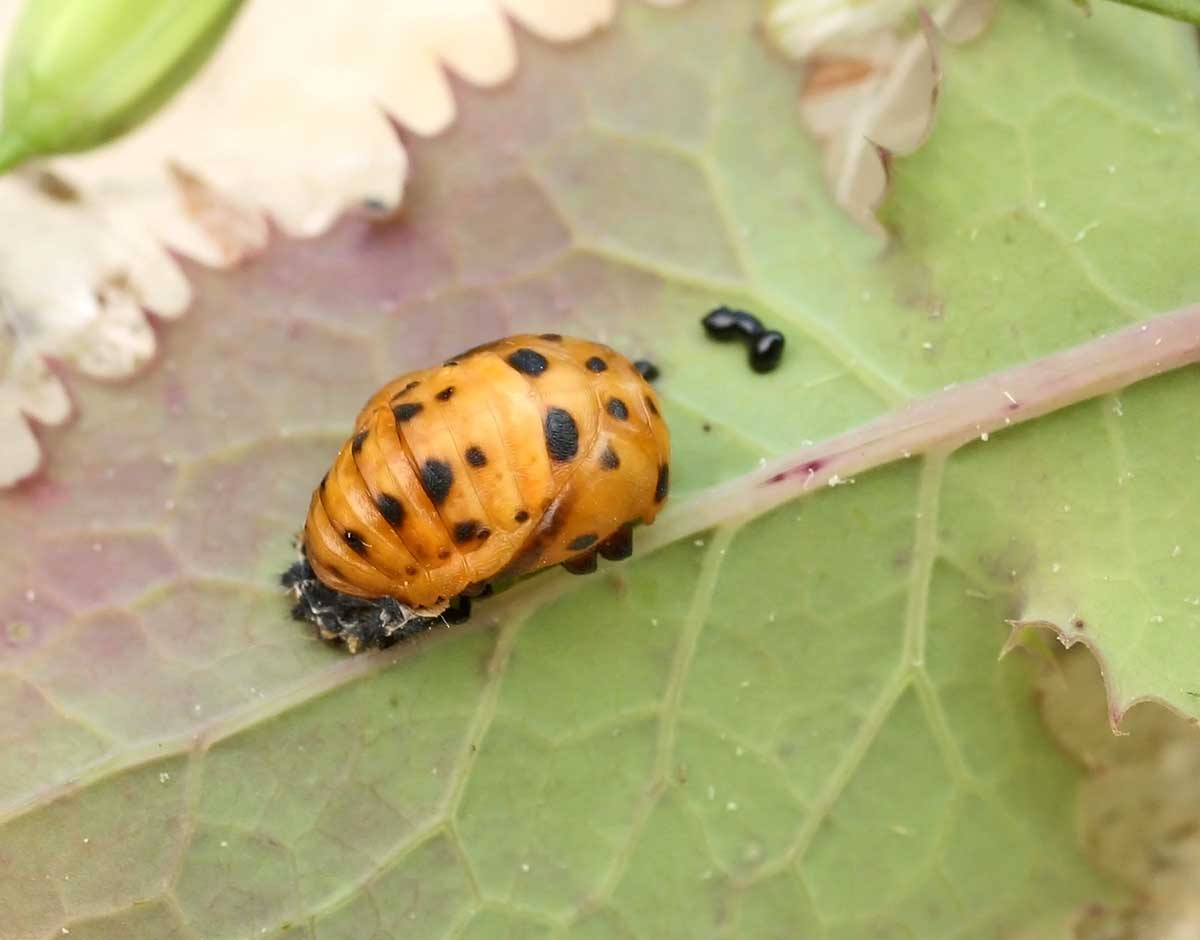
Puppe